# لس ایبانز (تگزاس)
لس ایبانز، تگزاس(به انگلیسی: Los Ybanez, Texas) شهری در ایالت تگزاس از ایالات جنوبی ایالات متحده آمریکا است. در سرشماری سال ۲۰۰۰، جمعیت این شهر ۳۲ نفر اعلام شد.